# Melitaea discolor
Melitaea discolor är en fjärilsart som beskrevs av Bramson 1910. Melitaea discolor ingår i släktet Melitaea och familjen praktfjärilar. Inga underarter finns listade i Catalogue of Life.